# Бейгл

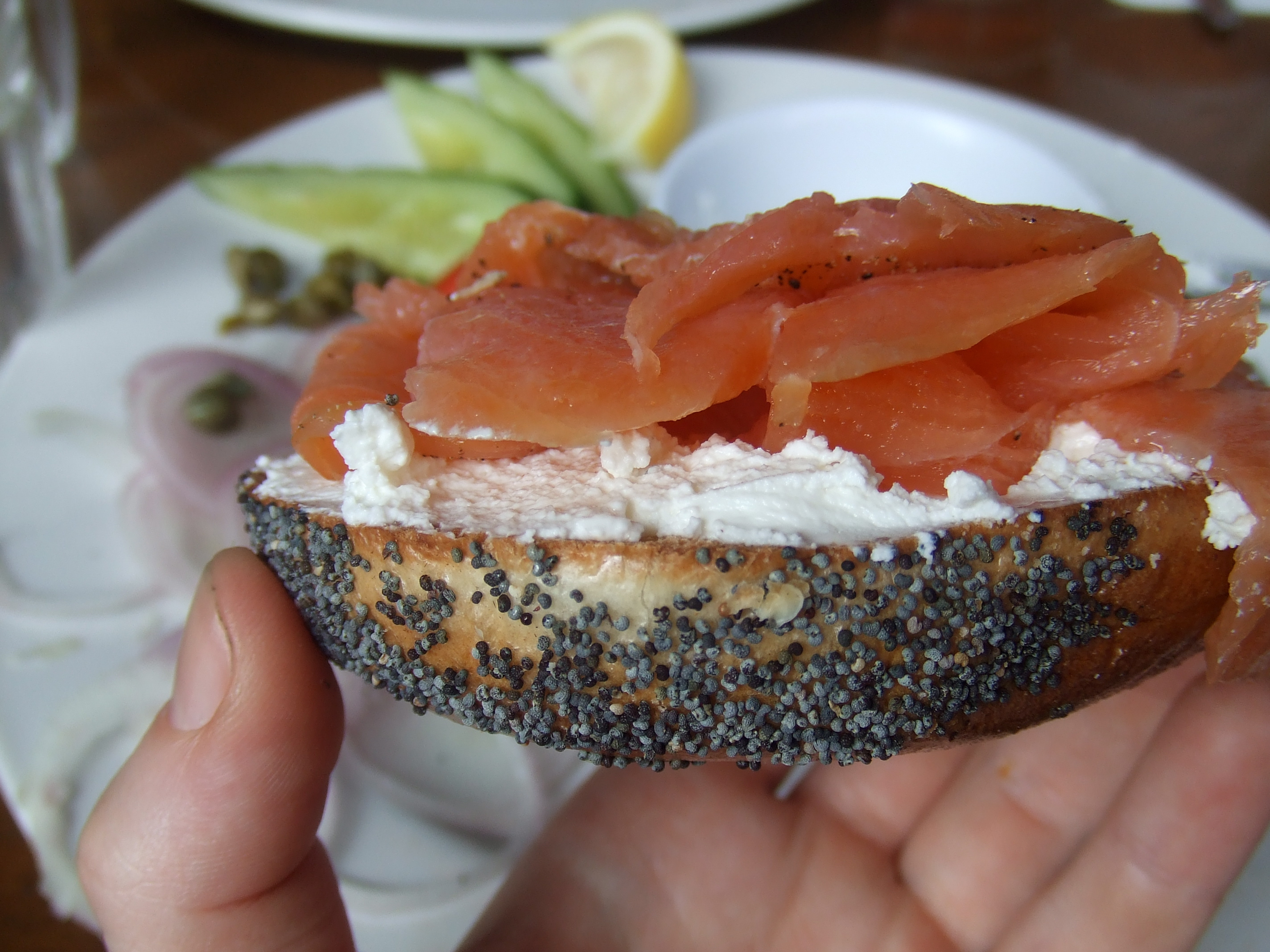
Рогалики з вершковим сиром і сьомгою (консервований лосось) вважаються частиною традиційної американської Єврейської кухні (в народі відомий як "сьомгою та сиром")

Байґель (їд. בײגל бейгл; пол. bajgiel), а також бейґль, багель, являє собою виріб з тіста, торичної форми, традиційний для ашкеназі-євреїв Східної Європи. Традиційно формують вручну у формі кільця з дріжджового пшеничного тіста, приблизно з долоню розміром, які спочатку швидко обварюють у в окропі, а потім запікають. У результаті виходить густа, тягуча, тістоподібна серцевина виробу із підрум'яненою скоринкою. Часто посипаються насінням, яке після запікання утворює зовнішню скоринку — традиційним насінням маку, соняшника або кунжуту. Також, можуть посипатись сіллю або цукром. Байґелі також виготовляють із різних типів тіста, наприклад, цільнозернового або житнього. Часто байґелі розрізають для вкладання начинки, таким чином формуючи канапки.

## Історія
Традиція випікання круглих рогаликів у печі народилась в Східній Європі в XVI столітті. Вважається, що байґель прийшов до Польщі в дар від Відня на честь перемоги Яна Собеського над турками 1683 року. Традиційно формується вручну у вигляді кільця з дріжджового тіста, який спочатку кип'ятили протягом короткого проміжку часу у воді, а потім запікали в печі на дровах. В результаті виходила щільна пухка булочка з рум'яною хрусткою скоринкою. Байгель часто посипають насінням, традиційними з яких є мак, соняшникове або кунжутне насіння.
Вперше багель згадується в збірнику правил єврейської громади м. Краків (у 1696 р. старійшини постановили , що громада буде дарувати байгель кожній жінці, яка народила дитину, як символ кругообігу життя). У XVII столітті та в першій половині XVIII столітті байгель став одним з основних продуктів польської кухні і одним з головних продуктів слов'янської дієти. Сьогодні ця булочка є популярною не тільки в Європі, але й в Америці, зокрема, в Нью-Йорку та Монреалі.
У перекладі з їдиш «байгель» означає «коло». На американський манер такий круглий рогалик називають «bagel». Байгелі бувають звичайні та яєчні, з цілісного борошна, з корицею і родзинками, посипані маком, кунжутом, часником, цибулею, крупною сіллю. Прийнято їх їсти з м'яким сиром і копченим лососем. Аналоги булочок відомі як калач, брецель, бублик, рогалик.